# بجيع مشرقي
البجيع المشرقي (باللاتينية: Conringia orientalis) نوع نباتي من جنس البجيع من الفصيلة الكرنبية.

## الموئل والانتشار
موطنه الأصلي بلاد الشام ومصر والمغرب العربي وقبرص ومعظم مناطق شرق أوروبا.